# The Shrinking Rawhide
The Shrinking Rawhide è un cortometraggio muto del 1912 diretto da Frank E. Montgomery.

## Produzione
Il film fu prodotto dalla Selig Polyscope Company.

## Distribuzione
Distribuito dalla General Film Company, il film - un cortometraggio di una bobina - uscì nelle sale cinematografiche statunitensi il 4 marzo 1912.